# 白色戰爭
《白色戰爭》（韓語：하얀 전쟁），為1992年韓國戰爭電影，以韓國出兵越南為背景。由鄭智泳執導，大一電影公司出品、製作及發行，本片根據安正孝的同名小說改編，是導演鄭智泳第二部極具爭議性的電影代表作，安聖基繼《南部軍》後再度跟導演鄭智泳合作，本片上映後更差一些就因為大韓海外參戰戰友會（대한해외참전전우회）以電影「有損32萬參與越南戰爭勇士的名譽」為理由投訴而禁映，但是本片亦獲得國內及國外多項國際大獎，至今仍是韓國越戰電影的經典之一。
本片在2016年由韓國電影資料館以4K技術進行數碼修復，其後於2019年6月25日在韓國推出藍光光碟。

## 劇情介紹
故事以越戰結束後的1979年，韓國總統朴正熙被暗殺後作為背景，韓基柱是一位作家，亦是一位越戰退伍軍人，患有戰爭綜合症，這個病症的思想包袱使他的生活變得荒蕪，並妨礙他的婚姻和事業，最終與妻子離婚。
越戰過後，韓基柱出版了一本有關越戰時期的月刊式記載故事。畫面盡是描述他與其他曾經參與越戰的韓國軍人。某日，韓基柱接到一個電話，這個電話就是十年前因為越戰而失散的戰友邊鎮秀。這個突如其來的電話令到韓基柱彷彿回到越戰時的恐怖情景，其實曾經參與越戰的戰友們都無法平靜地生活下去，邊鎮秀的來電是想韓基柱替他了結生命，即使越戰已過，但是對韓基柱來說，真正的戰爭才剛剛開始⋯

## 演員陣容
| 角色名稱     | 演員     | 備註                         |
| ------------ | -------- | ---------------------------- |
| 韓基柱       | 安聖基   | 作家，越戰退伍軍人           |
| 邊鎮秀       | 李璟榮   | 越戰退伍軍人，越戰綜合症患者 |
| 英 玉／紗 羅 | 沈慧珍   | 金文基之妹                   |
| 金文基       | 獨孤永宰 | 越戰時期的韓國陸軍軍官       |
| 全熙植       | 金世俊   | 越戰時期的韓國陸軍士兵       |
| 洪兵長       | 許峻豪   | 越戰時期的韓國陸軍士兵       |
| 商兵曹       | 金甫城   | 越戰時期的韓國陸軍士兵       |

## 獎項
| - 第31屆大鐘獎（1993年） - 「最佳電影獎」 - 「最佳導演獎」：鄭智泳 - 「最佳男主角獎」：安聖基 - 「最佳女配角獎」：沈慧珍 - 「最佳攝影獎」：劉永吉 - 「最佳燈光獎」：金東浩 - 「最佳剪接獎」：朴順德 - 「最佳音樂獎」：申柄夏 - 「最佳企劃獎」：金學勳、安東圭 - 「最佳服裝獎」：李海潤 - 「最佳錄音獎」：李榮吉 - 第13屆青龍電影獎（1992年） - 「最佳電影獎」 - 「最佳導演獎」：鄭智泳 - 「最佳男主角獎」：安聖基 - 「最佳男主角獎」：李璟榮 | - 第31屆大鐘獎（1993年） - 「最佳男配角獎」：李璟榮 - 「最佳改編劇本獎」：鄭智泳、孔秀昌、沈昇輔、趙榮哲 - 「審查委員特別獎」 - 第13屆青龍電影獎（1992年） - 「最佳男配角獎」：獨孤永宰 - 「最佳攝影獎」：劉永吉 - 第3屆春史電影獎（1992年） - 「最佳導演獎」：鄭智泳 - 「男子優秀演技獎」：李璟榮 - 「最佳音樂獎」：申柄夏 - 第29屆百想藝術大獎－電影部門（1993年） - 「男子最優秀演技獎」：李璟榮 - 第38屆亞太影展（1993年） - 「最佳男主角獎」：安聖基 - 第5屆東京國際電影節（1992年） - 「金麒麟獎」：鄭智泳 - 「最佳導演獎」：鄭智泳 |

## 花絮
- 1992年1月26日，韓國文化廣播公司派遣記者到越南採訪正在拍攝中的電影劇組成員。[13]

## 外部連結
- 互联网电影数据库（IMDb）上《白色戰爭》的资料（英文）
- 韩国电影数据库（KMDb）上《白色戰爭》的資料